# Стригино (Владимирская область)
Стригино́ — село Муромского района Владимирской области Российской Федерации, входит в состав Ковардицкого сельского поселения.

## География
Село расположено в 8 км на запад от Мурома, остановочный пункт на ж/д линии Муром—Москва.

## История
По писцовым книгам 1629-30 годов село Стригино значилось вотчиной Субботы и Якова Чаадаевых и их двоюродного брата Матвея Новосильского, в селе тогда была церковь во имя Архангела Михаила. В селе были: 2 двора вотчинниковых, двор приказчиков, 4 двора людских, 15 дворов крестьянских, 3 бобыльских и 9 пустых. Как видно из окладных книг 1676 года в селе была уже другая церковь в честь Казанской иконы Божьей Матери. В течение XVIII и начала XIX века в Стригине было две деревянных церкви: в честь Казанской иконы Божьей Матери с приделом в честь Архистратига Михаила и во имя святого Николая Чудотворца. Первая церковь за ветхостью была разобрана в 1826 году и материал был использован для обжига кирпича для строившегося тогда каменного храма, Никольский храм сгорел в 1841 году. Тем временем в 1826 году началось строительство каменного храма, постройка его продолжалась почти 30 лет, главный храм был освящен в 1855 году. Престолов в храме было три: главный в честь Казанской иконы Божьей Матери, в трапезе теплой — во имя Архистратига Михаила (освящена в 1839 году) и во имя святого Николая Чудотворца (освящена в 1844 году). В конце XIX века приход состоял из села Стригина и деревень: Кольдина, Иванькова, Кривиц, в которых по клировым ведомостям числилось 263 двора, 706 мужчин и 878 женщин. В Стригине имелось две школы грамоты, учащихся в них ежегодно было около 30 человек.
До революции крупное село Ковардицкой волости Муромского уезда.
В годы Советской власти центр Стригинского сельсовета, центральная усадьба совхоза «Стригинский», с 2005 года — в составе Ковардицкого сельского поселения.
До 2005 года в селе действовала Стригинская начальная общеобразовательная школа.

## Население
| 1859 | 1897 | 1905 | 1926 | 2002 | 2010 | 2012 |
| ---- | ---- | ---- | ---- | ---- | ---- | ---- |
| 478  | ↗576 | ↗634 | ↗839 | ↘422 | ↘346 | ↗377 |
| 2021 |      |      |      |      |      |      |
| ↘299 |      |      |      |      |      |      |

## Инфраструктура
В селе находятся фельдшерско-акушерский пункт, участковый пункт полиции, отделение федеральной почтовой связи.